# VTech Laser 200

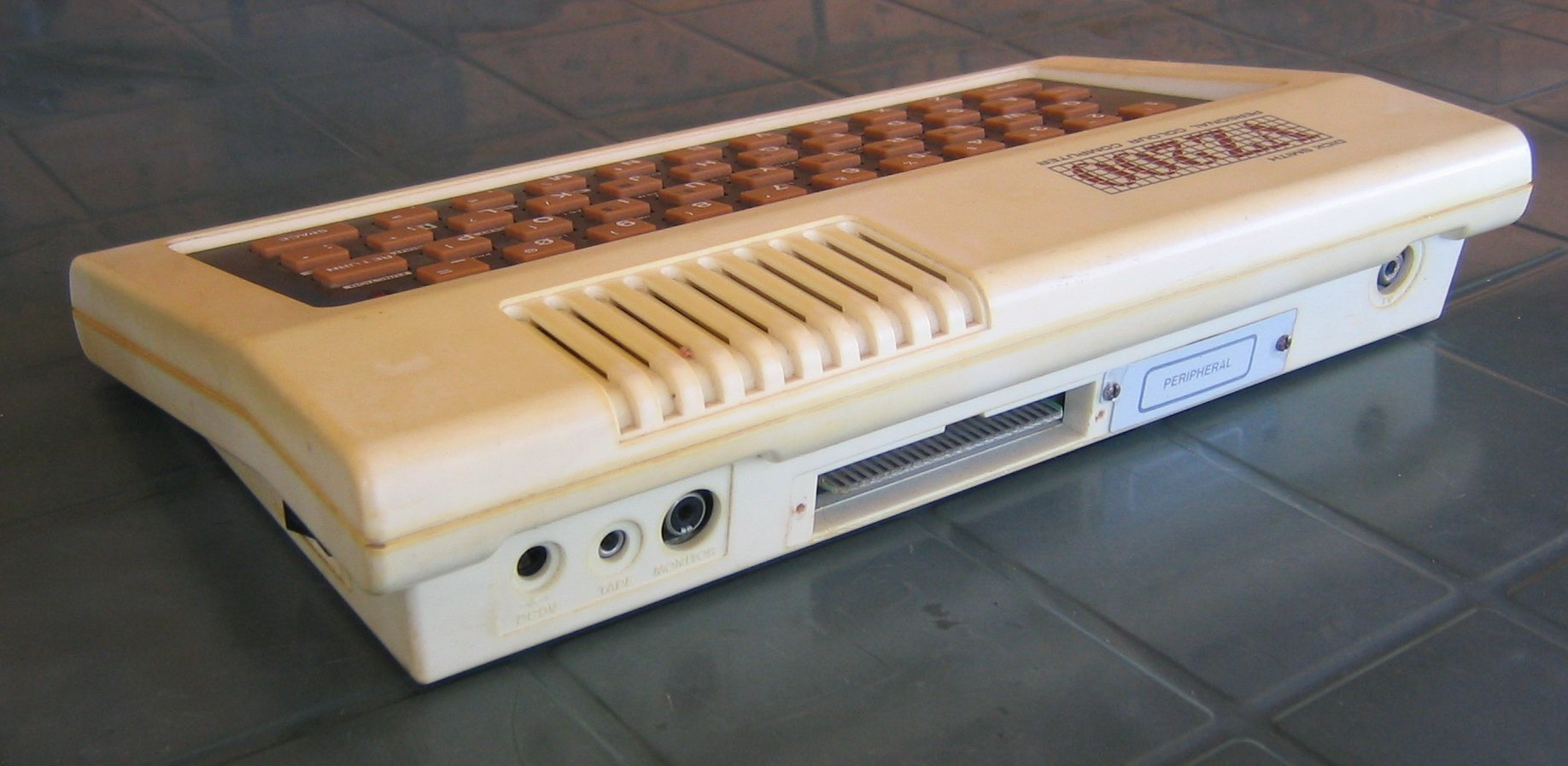
Vista trasera del VZ200.

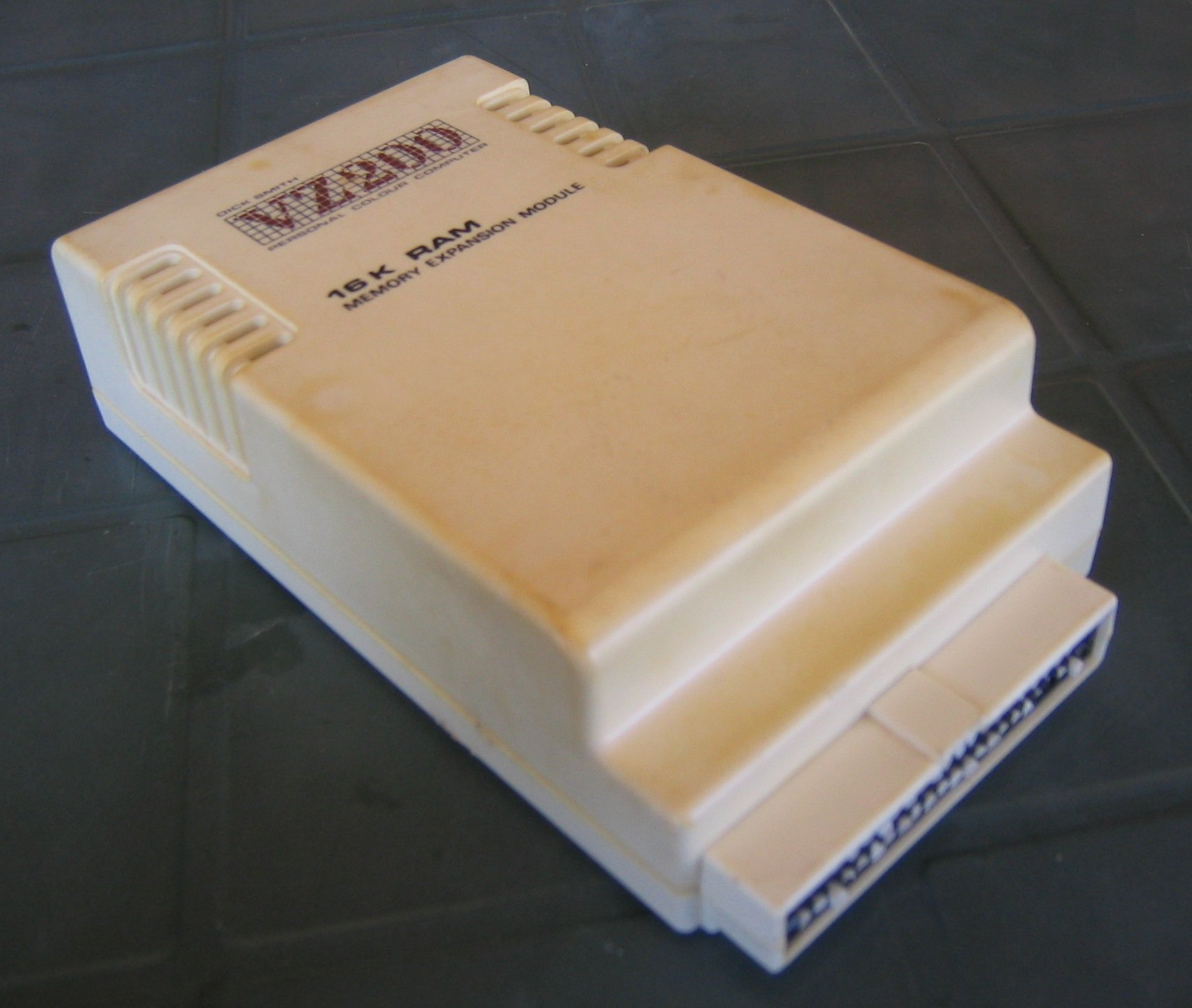
Ampliación de 16 KB RAM.

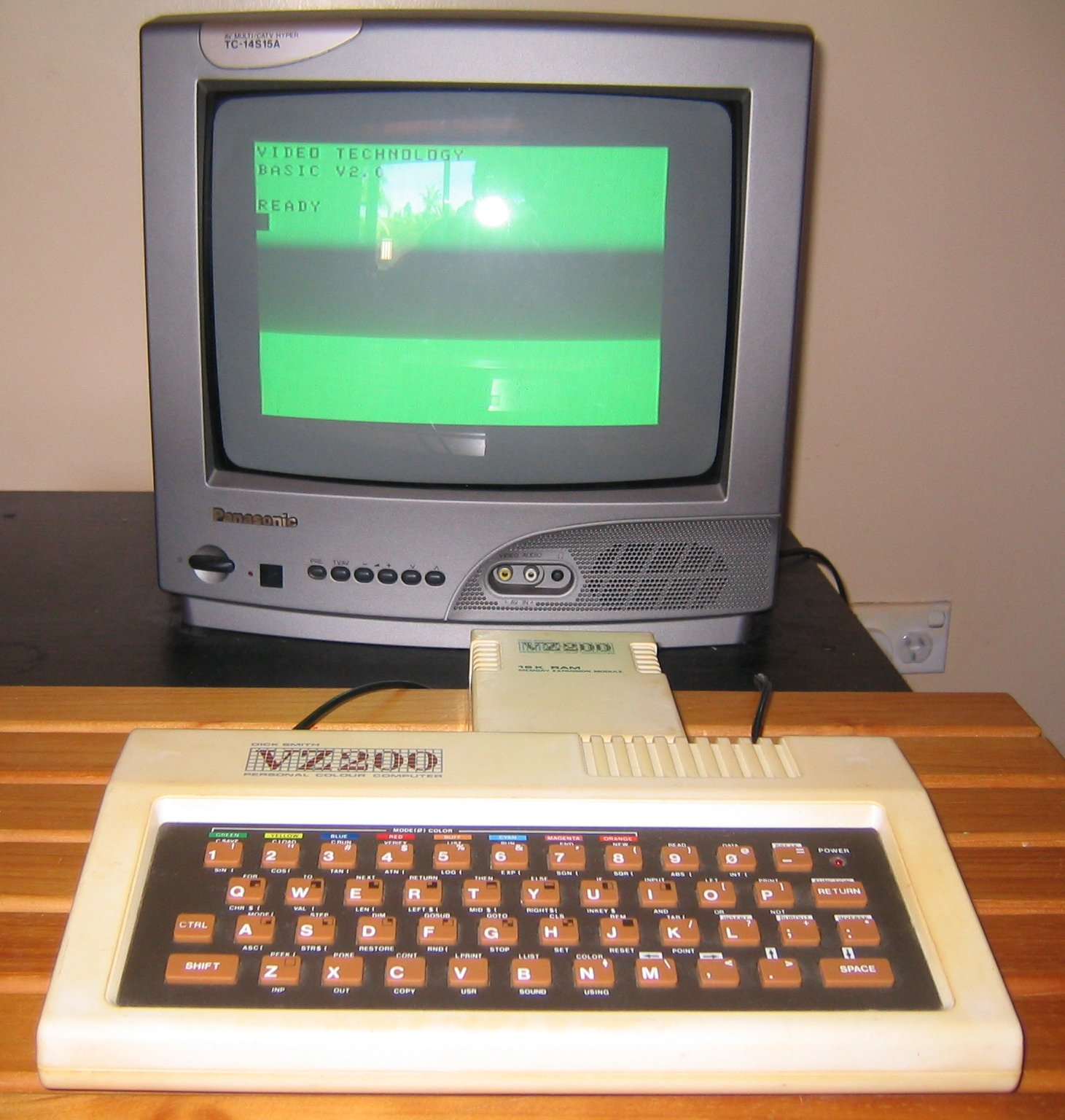
VZ200 funcionando.

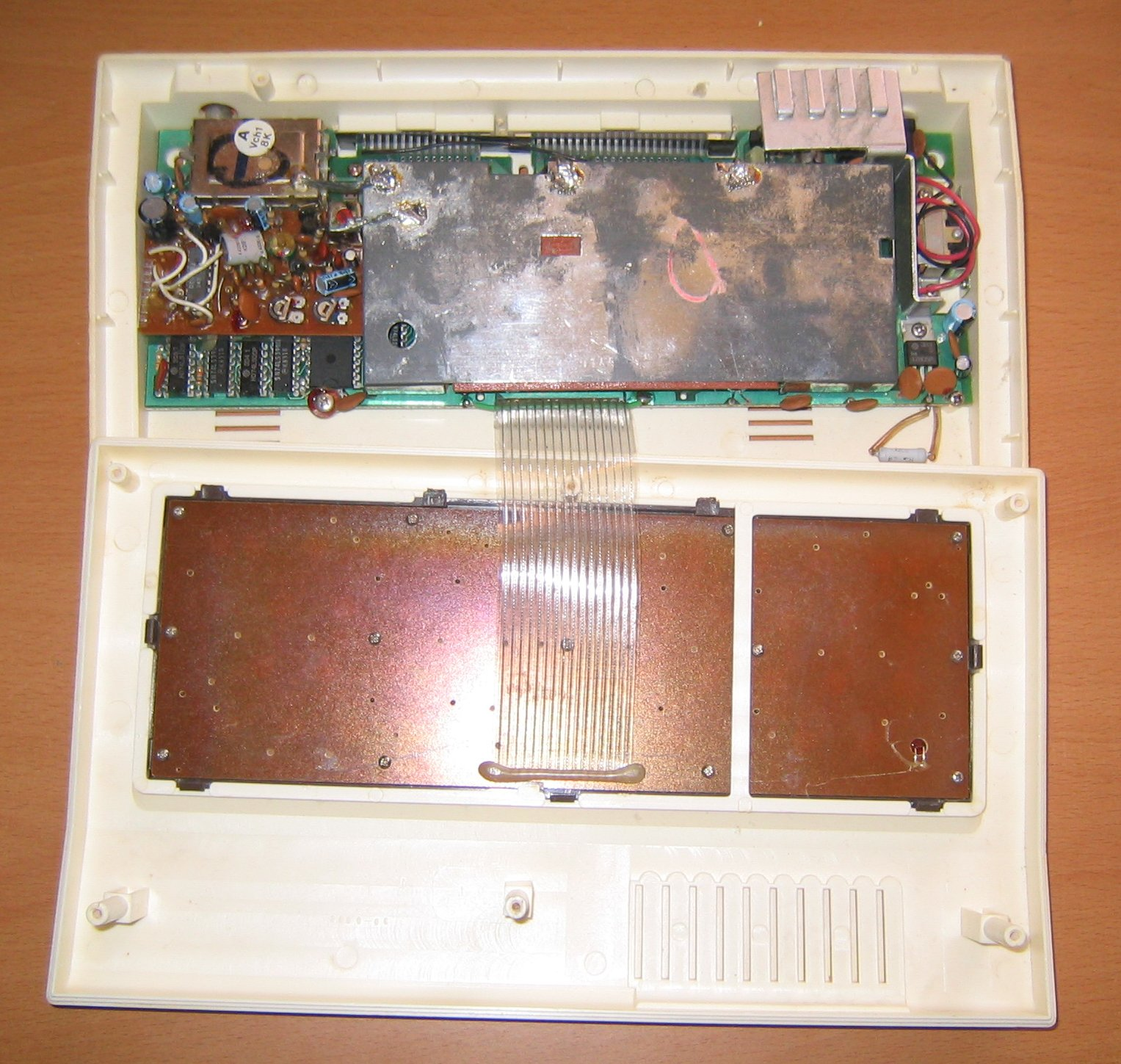
VZ200 abierto.

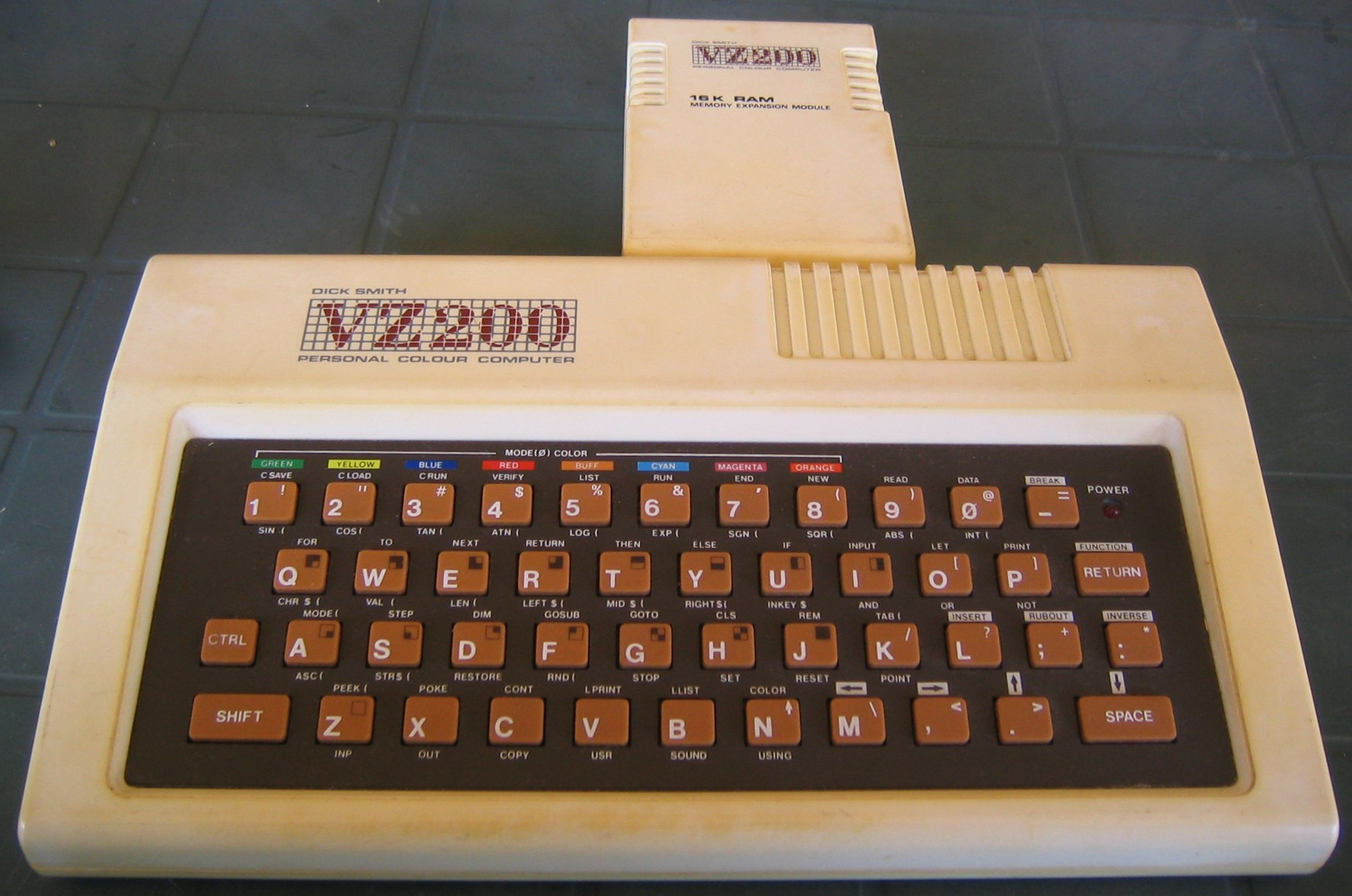
VZ200 con la ampliación de memoria conectada.

El VTech Laser 200 fue un ordenador doméstico fabricado por la compañía de Hong Kong Video Technology Ltd. y comercializado desde 1983 por todo el mundo, tanto bajo su marca como bajo marcas de terceros :
- VTech Laser 200 de Video Technology (VTech) en España, Francia, Alemania y Hong Kong
- Dick Smith VZ200 : fabricado por VTech para Dick Smith Electronics y comercializado en Australia y Nueva Zelanda
- Texet TX8000 : distribuido por Texet Sales Ltd en Inglaterra
- Salora Fellow distribuido por Salora Oy en Escandinavia, principalmente Finlandia

La gama Laser 100/200/300 se basa en el Tandy TRS-80, pero incorporando mejoras. Es el primer intento de VTech de entrar en el mercado del ordenador por la puerta del precio bajo (en España, 29.900 pesetas frente a las 32.000 de un Sinclair ZX Spectrum de 16 KB) y del mayor rendimiento (pantalla en color frente a la monocromo del Sinclair ZX81).
En España tiene poca difusión (principalmente decomisos) al entrar tarde en un mercado volcado en el Spectrum, aunque es analizado por varias revistas.
En Australia lo distribuye Dick Smith bajo marca propia, como competencia de los Sinclair ZX80 - Sinclair ZX81 logrando una buena base de usuarios ante su mejor BASIC y pantalla en color. Los clubs de usuarios se multiplican por Australia y Nueva Zelanda, manteniéndose hasta bien entrados los 90.
En Inglaterra, Texet pone el TX8000 a la venta por 98 libras esterlinas y lo publicita como el ordenador doméstico con pantalla en color más barato del mercado. Sin embargo fracasa ante un mercado dominado por el Spectrum y los Acorn. Es más, el Oric 1 se vende por 99 libras ofreciendo mayores prestaciones por solo una libra más.
Junto con el equipo se entrega un manual de BASIC y juegos en casete como Frogger, Scramble, Space Invaders y Moon Patrol.
Fue sustituido por el VTech Laser 310 / Dick Smith VZ 300

## Datos Técnicos
- CPU Zilog Z80 a 3,5795454 MHz
- ROM 16 kB conteniendo un BASIC derivado de la implementación de Microsoft para el TRS-80
- RAM 4 u 8 KB ampliables a 64 kB
- VRAM Utiliza 2 Kb de la RAM, entre las direcciones 28672 y 30719
- Caja Pequeña, en plástico color crema. Panel de teclado en negro, inclinado para facilitar la escritura. Power LED en la esquina superior derecha, e interruptor en el lateral derecho. Todos los conectores en la trasera:
  - Alimentación a 10V DC a 800mA
  - Jack de interfaz de casete a 600 baudios
  - Conector RCA de video compuesto
  - Conector de borde de tarjeta para ampliaciones de memoria
  - Conector de borde de tarjeta para periféricos
  - Salida del modulador de televisión
- Teclado Teclado tipo chiclet como su competidor el Spectrum. QWERTY de 45 teclas. Además de las alfanuméricas dispone de CTRL y SHIFT a la izquierda y RETURN y SPACE a la derecha. La mayoría de las teclas tiene asignadas cuatro funciones. Teclas de atributos de color y semigráficos disponibles.
- Pantalla controlada por un chip de video Motorola 6847. Pese a que soporta 6 modos de texto y otros tantos gráficos, la escasa memoria y diseño hace que sólo estén disponibles 2 modos, ambos monocromos :
  - MODE 0 texto a 32 x 16. y 9 colores. Sin posibilidad de redefinir caracteres. Puede mostrar los semigráficos en 64 x 32 (16 2x2 bloques)
  - MODE 1 gráficos a 128 x 64
- Sonido pitidos, una voz y 3 octavas.
- Soporte
  - casete a 600 baudios
  - Unidad de disquete de 5'25 simple cara 75 Kb.

## Fuente
El Museo de los 8 Bits

### Emuladores
- MESS features Laser 200 emulation
- James's VZ200
- WinVZ and VZ'Em - VZ'Em is the most complete.
- The Java Emulation Platform - Supports VZ200 aka Laser 200.
- PocketVZ - Emulator for PocketPC's.

- Datos: Q2553468
- Multimedia: VTech Laser computer / Q2553468